# استحمام بالتراب
الاستحمام بالتراب أو الاستحمام بالرّمل سلوك يقوم به الحيوان يتميز بتحريك أو تقليب جسمه في التراب أو الرمل بهدف تنظيف الفرو أو الريش أو الجلد، وإزالة الطفيليات من الجسم.

## صور حيوانات تأخذ حمّاما ترابيا

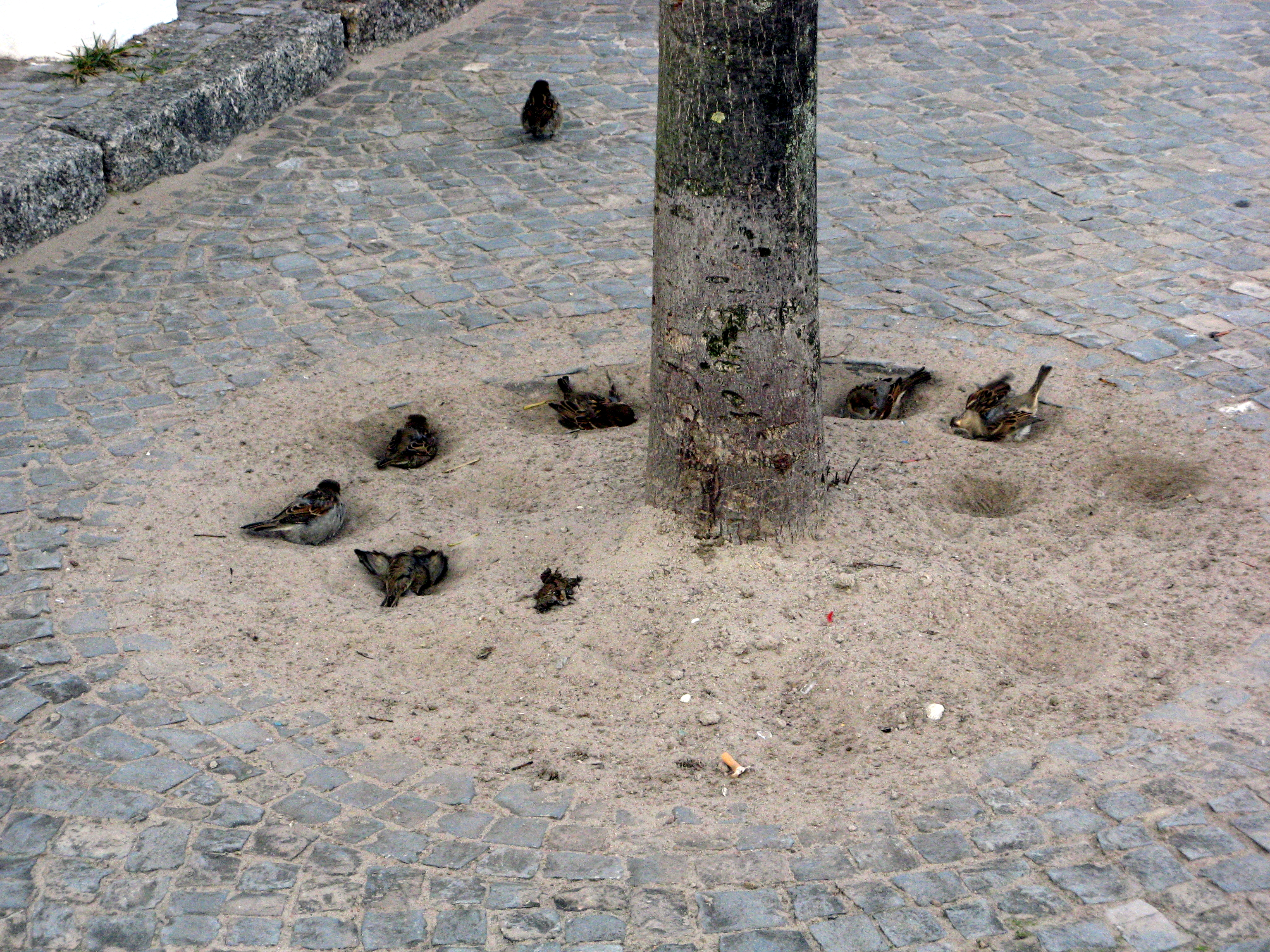
عصافير
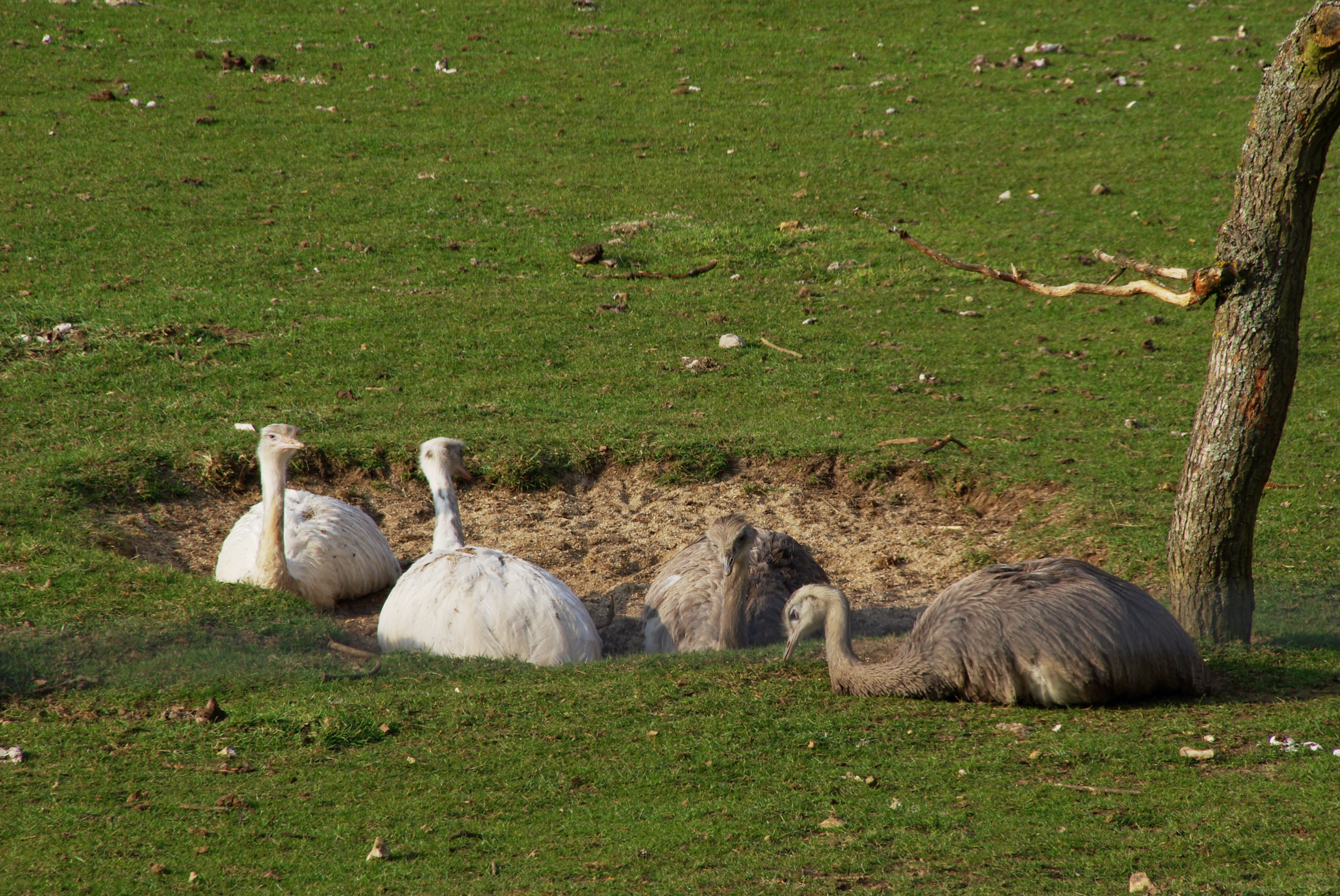
طيور الروحاء
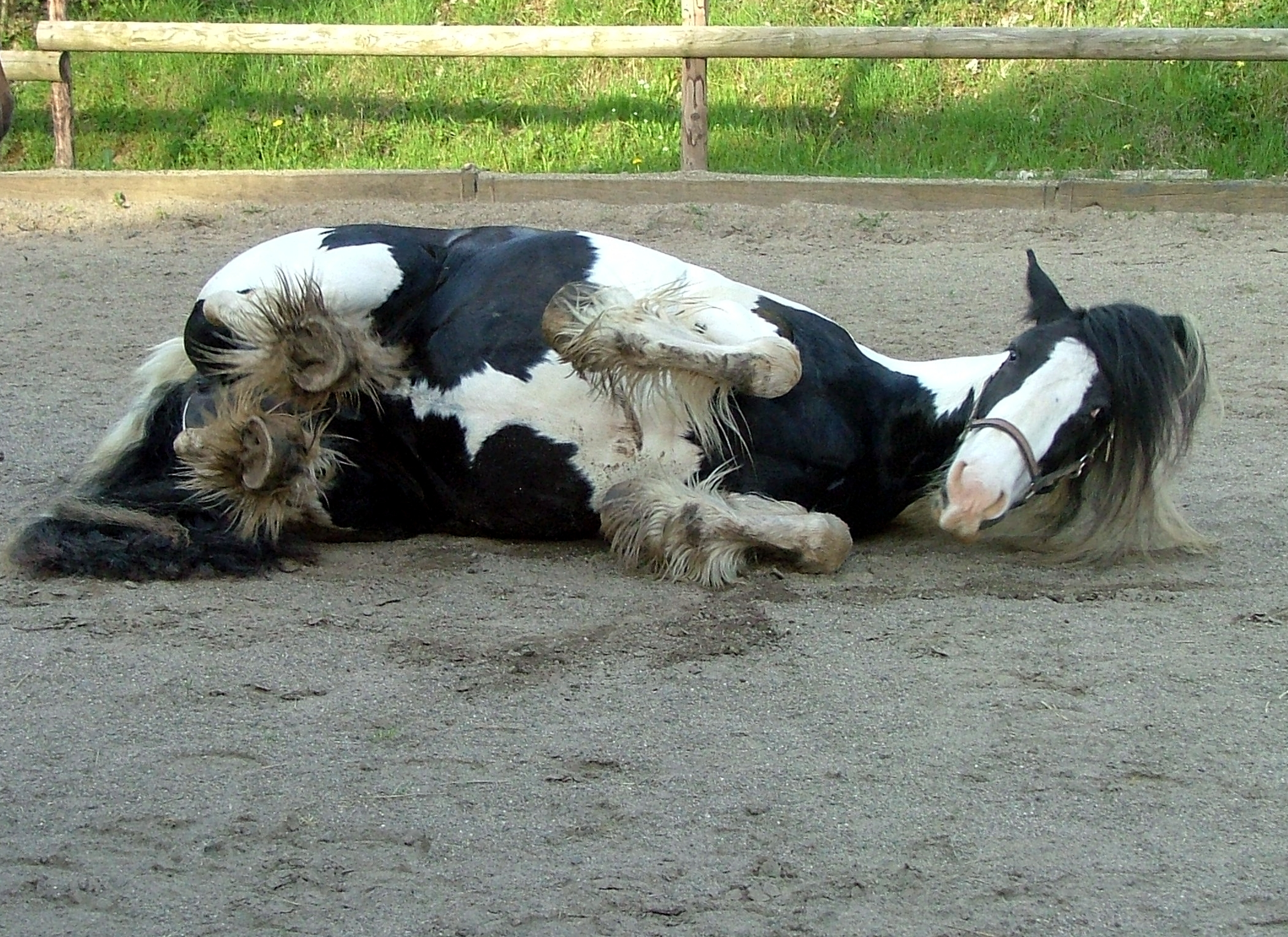
حصان
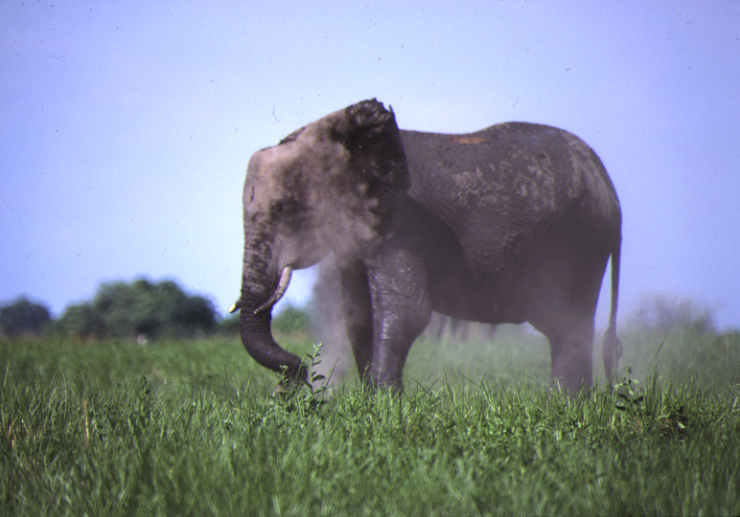
فيل